# Klinttapetserarbi
Klinttapetserarbi (Megachile pyrenaea) är en art i överfamiljen bin och familjen buksamlarbin.

## Underarter
Integrated Taxonomic Information System listar dessa sju underarter:
- Megachile pyrenaea pyrenaea Pérez, 1890
- Megachile pyrenaea ardahanensis Tkalcu, 1980
- Megachile pyrenaea asiae' (Tkalcu, 1988)
- Megachile pyrenaea benoisti (Tkalcu, 1977)
- Megachile pyrenaea elfvingi Tkalcu, 1977
- Megachile pyrenaea furva (van der Zanden, 1994)
- Megachile pyrenaea glacialis (Alfken, 1931)

## Beskrivning
Kroppen är i huvudsak svart med ljusare, grå till brun behåring på huvudet, sidorna av mellankroppen och på tergit 1 till 2, medan översidan av huvudet och mellankroppen har mörka, bortiga hår, liksom tergiterna 3 till 5. Tergiterna har på sidorna tämligen breda, vithåriga hårfält som smälter ihop till ett helt band på tergit 5. Könen liknar varandra, bortsett från att honan har en orange hårborste för polleninsamling under buken. Kroppslängden är 11 till 13 mm.

## Ekologi
Klinttapetserarbiet är i hög grad en bergsart, som föredrar torra habitat med gott om blommor från familjen korgblommiga växter, i synnerhet väddklint, som alvarmarker, sandområden och skogsgläntor. Förutom väddklint hämtar den även pollen från andra korgblommiga växter, som tistlar, fibblor och åkervädd. Flygtiden varar från mitten av juni till mitten av augusti.
Arten är ett solitärt bi, det vill säga att det inte bildar samhällen. Honan gräver bon iform av gångar under stenar och liknande, men det förekommer även att hon utnyttjar existerade gångar och utrymmen i dött trä Bogången består av flera larvceller liggande på rad, klädda med blad som honan skurit ut med sina käkar från björkar eller rosor. Boet försluts med en propp av söndertuggade löv. Det är inte ovanligt att flera generationer av biet konstruerar sina bon på samma plats.
Det förekommer att bona utnyttjas av boparasiter som kägelbin (Coelioxys) som lägger sina ägg i larvcellerna, där de resulterande kägelbilarverna lever av den insamlade födan efter det värdägget eller -larven dödats.

## Utbredning
Arten förekommer i Europa med västgräns i Frankrike, österut till Turkiet och via södra Ryssland till Kaukasus. Den saknas dock på Iberiska halvön.
I Sverige förekommer den framför allt på Öland, lokalt i östra Småland och Västergötland kring Kinnekulle. Tidigare har arten funnits från Skåne upp till Dalsland, Södermanland och Närke. I Sverige klassificeras den som nära hotad (NT). En viktig orsak till dess nedgång förmodas vara minskningen av familjejordbruken med dess tillgång på blomsterrika slåtterängar och liknande, mindre intensivt skötta marker.
I Finland har arten minskat kraftigt på senare år; från att ha varit rödlistad som sårbar (VU) 2000, över starkt hotad (EN) 2010, har den blivit listad som akut hotad (CR) 2019. Från att ha funnits från Åland och sydkusten norrut till Norra Savolax, har den på 2000-talet främst påträffats i Nyland, Södra Savolax och Egentliga Tavastland.